# Constantin Frățilă
Constantin Frățilă (Bucarest, 1º ottobre 1942 – Bucarest, 21 ottobre 2016) è stato un calciatore rumeno, di ruolo attaccante.

## Palmarès

### Club

#### Competizioni nazionali
- Campionato rumeno: 5

Dinamo Bucarest: 1961-62, 1962-63, 1963-64, 1964-65
Argeș Pitești: 1971-72
- Coppa di Romania: 2

Dinamo Bucarest: 1963-1964, 1967-1968
- Campionato cipriota: 1

Omonia Nicosia: 1973-1974
- Coppa di Cipro: 1

Omonia Nicosia: 1973-1974

#### Individuale
- Capocannoniere della Divizia A: 1

1963-1964 (19 gol)